# オーギュスタン・プレオー
アントワーヌ＝オーギュスタン・プレオー（Antoine-Augustin Préault 、1809年10月9日 - 1879年1月11日）はフランスの彫刻家である。

## 略歴
パリの貧しい家に生まれた。両親はプレオーに公証人になる教育を受けさせるための資金を貯めていたが、絵を描くのを好み、両親を説得して、1920年代半ばに、私立の美術学校、アカデミー・シュイスに入学した。アカデミー・シュイスでは絵を学ぶとともに装飾彫刻も学んだ。
官立の美術学校に入学を目指し、彫刻家のダヴィッド・ダンジェの教室で学びながら、何度か入学試験を受けたが合格しなかった。
共和主義者の画家、フィリップ＝オーギュスト・ジャンロンと知り合い、カミーユ・フレールやアレクサンドル＝ガブリエル・ドゥカン、ルイ＝ニコラ・キャバといった画家たちと田園の写生旅行をおこなった。画家、版画家のポール・ユエと親友になった。劇場やパリのカフェに出入りし、ヴィクトル・ユーゴーやウジェーヌ・ドラクロワ、テオフィル・ゴーティエ、アルフレッド・ド・ヴィニーといったロマン派の芸術家たちの集まりにも加わった。1830年初演のヴィクトル・ユーゴーの韻文劇『エルナニ』によって引き起こされた古典派とロマン派の争いの中に加わっていたとされる。
1833年のサロン・ド・パリに6点の作品を出展して批評家に注目されたが、翌年のサロンでは5点の作品のうち4点が落選した。ヴィクトル・ユーゴーやダヴィッド・ダンジェによる支援があっても、プレオーのスタイルは受け入れられず作品は落選を続け、公共機関からの仕事の依頼は得られなかった。
フランス第二共和政の時代に入り、プレオーの作品に対する評価は変化する。1849年のサロンに出展した7点のうち、5点が入選し、1等のメダルも受賞した。1850年から1851年には過去に落選した作品の展示も許された。彫刻家としての名声を得たが、その後も、個人的からの依頼を受けて仕事をすることが多かった。
パリで没した。

## 作品

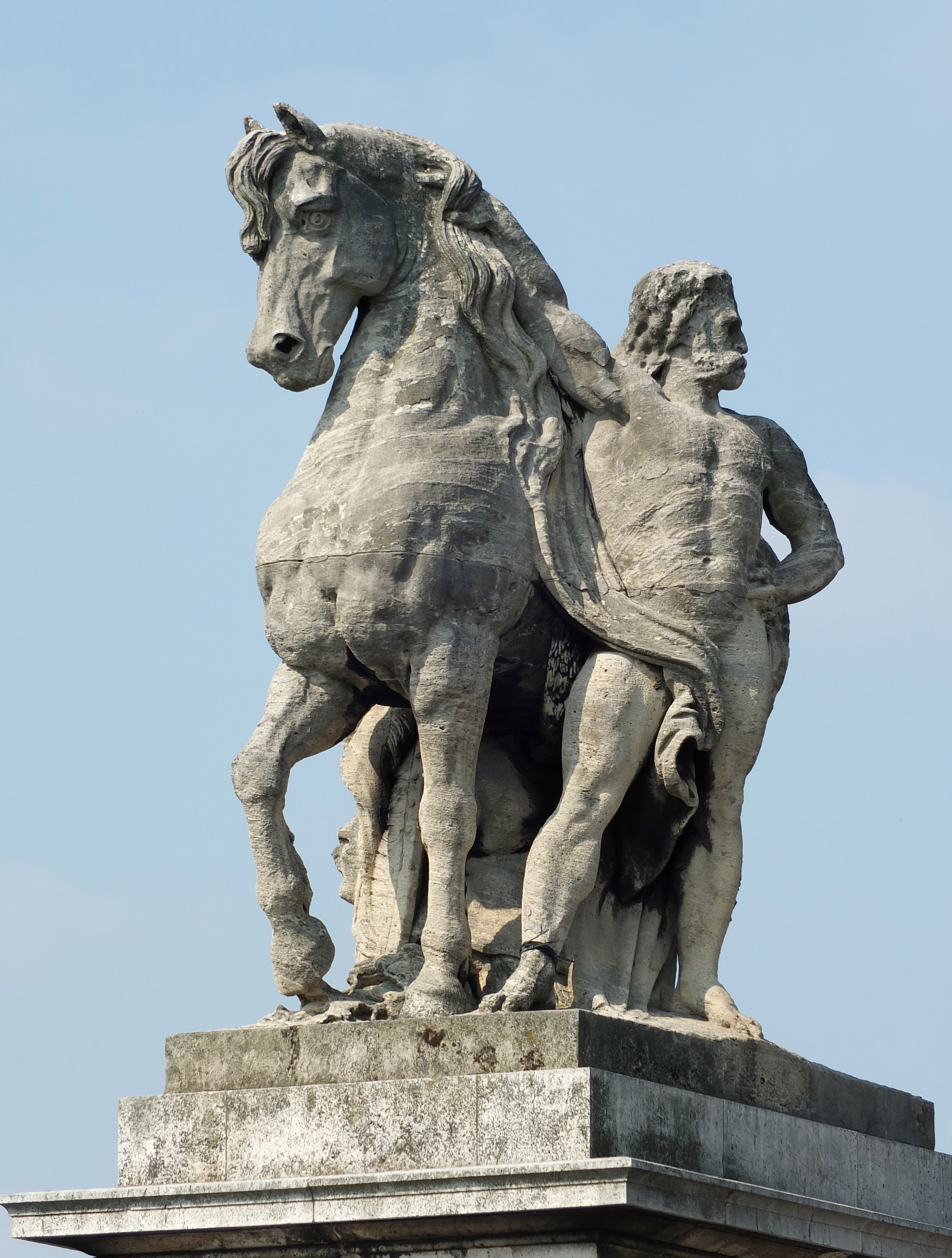
ガリアの騎士
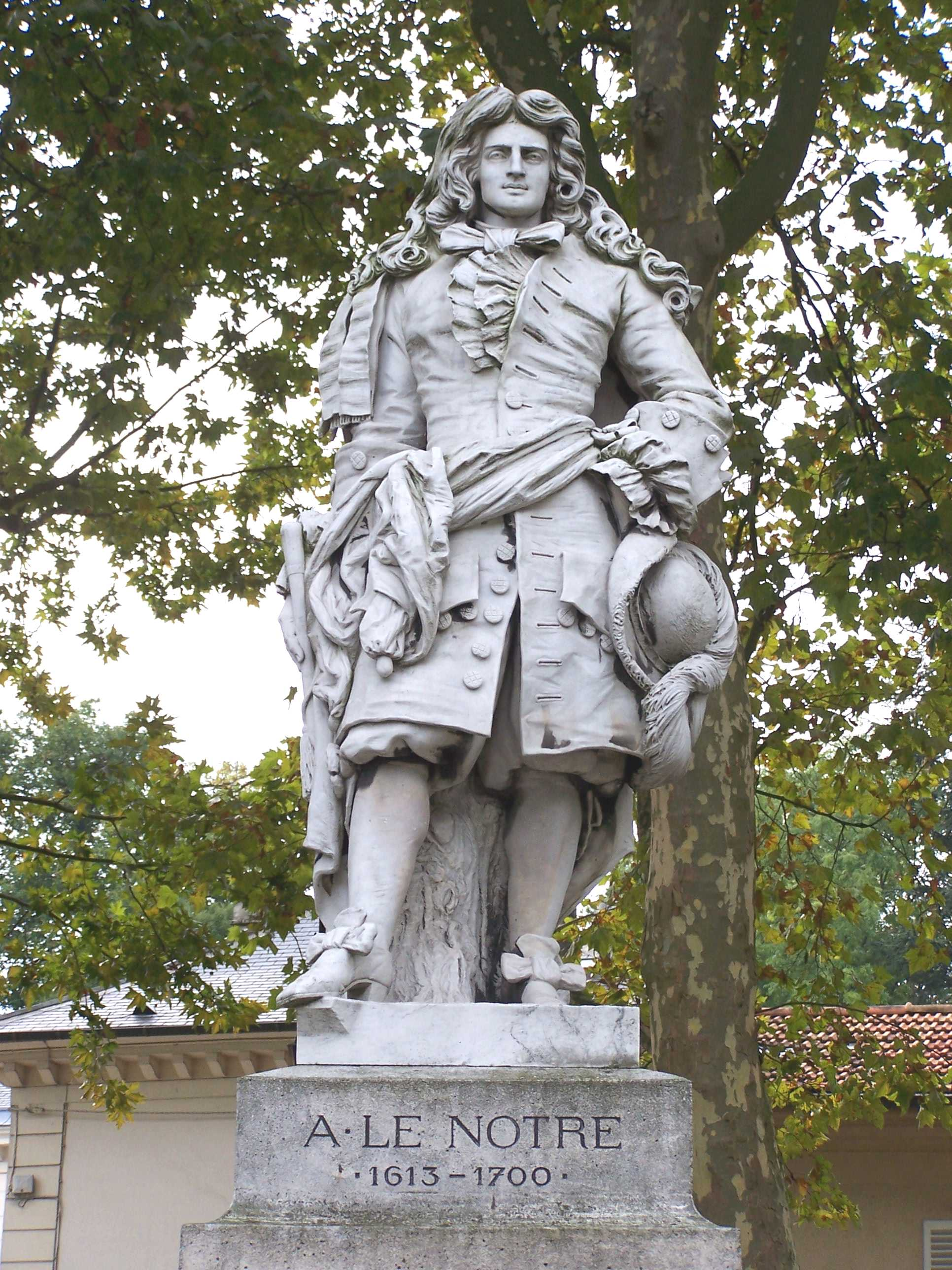
アンドレ・ル・ノートルの像
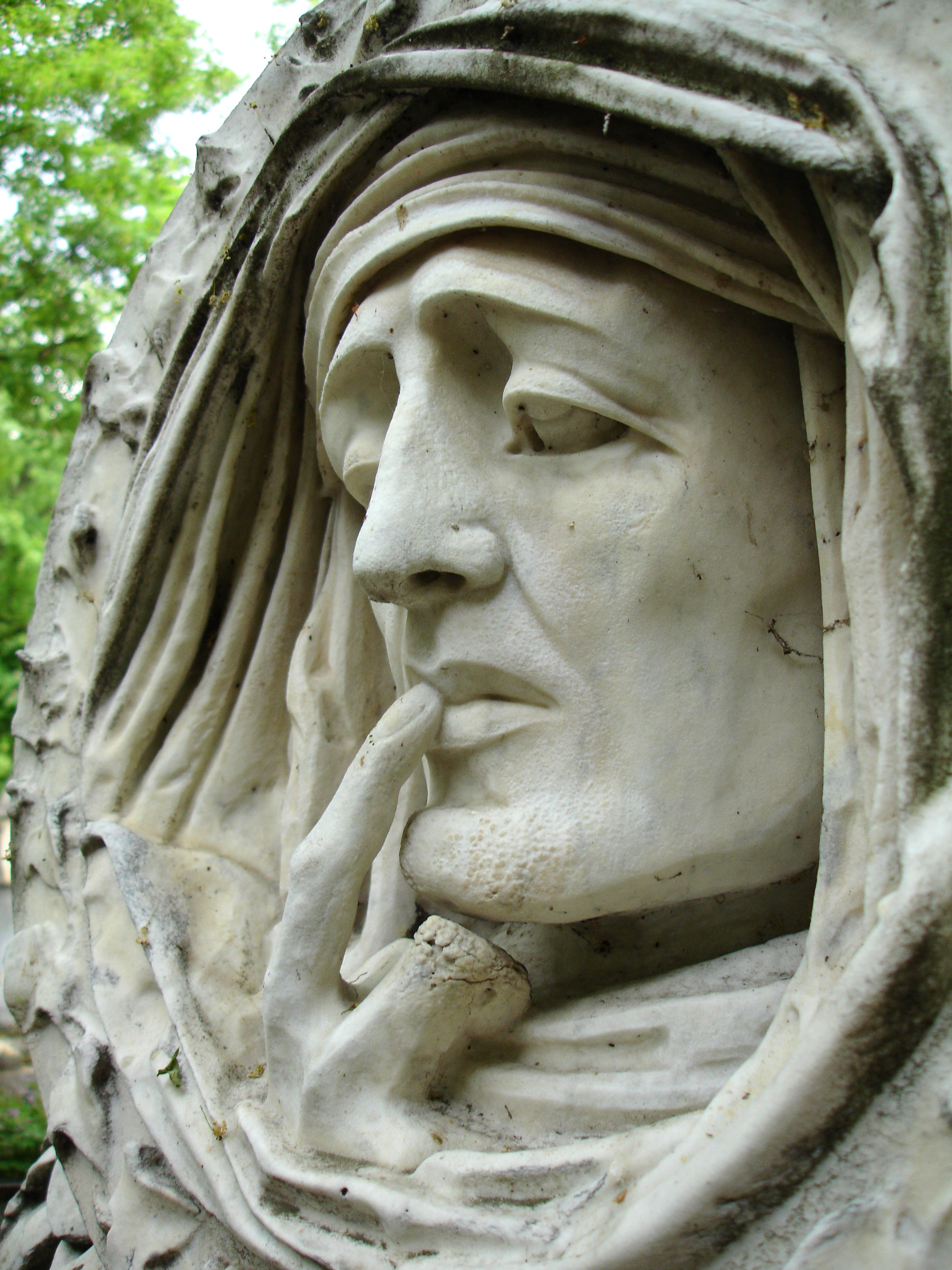
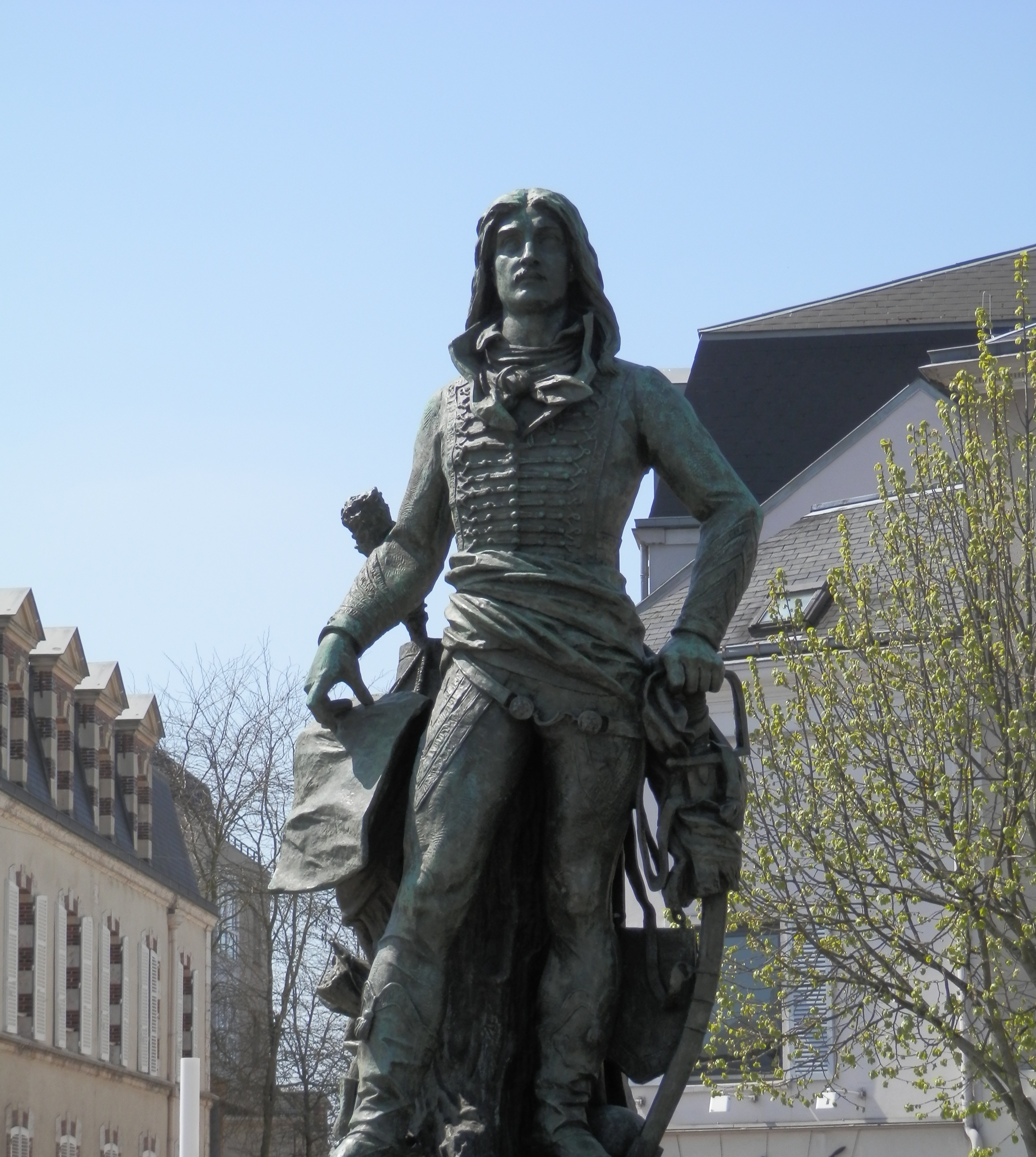
フランソワ・セヴラン・マルソー（革命期の将軍）